# Пансексуалізм
Пансексуалі́зм (дав.-гр. Πάν — усе, лат. sexus — стать, грец. -ισμός) — це гіпотеза в психології, яка стверджує, що вся зацікавленість і бажання походять від статевого інстинкту, або ж, іншими словами кажучи, що статевий інстинкт грає першорядну роль у всій людській діяльності як психічної, так і фізичної.
Грецький суфікс -ізм у слові пансексуалізм указує на доктрину, на відміну від суфіксу -ість у слові пансексуальність, який указує на властивість. Пансексуальність є окремим поняттям. Пансексуальність (також омнісексуальність) — тип сексуальної орієнтації, що характеризується потенціалом естетичного потягу, коханням або сексуальним бажанням по відношенню до людей без урахування їхньої гендерної тотожності або біологічної статі. Деякі визначення описують пансексуальність як потенціал сексуального бажання по відношенню до всіх істот без винятку.
Ідея пансексуалізму широко розповсюджена в деяких напрямах психології, — наприклад, у ранньому напрямі психології фрейдистського або класичного психоаналізу, в якому пансексуалізм приймається за норму, — і про неї часто можна почути в роботах таких психологів та психіатрів, як Вільгельма Райха.